# Crinarnoldius xavieri
Crinarnoldius xavieri är en skalbaggsart som beskrevs av Veiga-ferreira 1965. Crinarnoldius xavieri ingår i släktet Crinarnoldius och familjen långhorningar.
Artens utbredningsområde är Moçambique. Inga underarter finns listade i Catalogue of Life.